# Kraubath an der Mur
Kraubath an der Mur là một đô thị thuộc huyện Leoben bang Steiermark, nước Áo. Đô thị Kraubath an der Mur có diện tích 27,44 km², dân số thời điểm cuối năm 2008 là 1361 người.